# 泽伊德沃尔德
泽伊德沃尔德是荷兰德伦特省的一个镇，距离霍赫芬约7公里。
泽伊德沃尔德在1998年之前是一个独立的市镇，此后则成为德沃尔登的一部分。